# Manfred Moore
Manfred Moore é um ex-jogador profissional de futebol americano estadunidense

## Carreira
Manfred Moore foi campeão da temporada de 1976 da National Football League jogando pelo Oakland Raiders.